# Ловер-Елохомен (Вашингтон)
Ловер-Елохомен (англ. Lower Elochoman) — переписна місцевість (CDP) в США, в окрузі Вакаєкум штату Вашингтон. Населення — 275 осіб (2020).

## Географія
Ловер-Елохомен розташований за координатами 46°13′7″ пн. ш. 123°22′11″ зх. д. / 46.21861° пн. ш. 123.36972° зх. д. (46.218499, -123.369808).  За даними Бюро перепису населення США в 2010 році переписна місцевість мала площу 3,91 км², уся площа — суходіл.

## Демографія
Згідно з переписом 2010 року, у переписній місцевості мешкало 185 осіб у 75 домогосподарствах у складі 59 родин. Густота населення становила 47 осіб/км².  Було 81 помешкання (21/км²).
Расовий склад населення:
| - 96,2 % — білих - 1,1 % — корінних американців - 0,5 % — азіатів |

До двох чи більше рас належало 2,2 %. Частка іспаномовних становила 1,1 % від усіх жителів.
За віковим діапазоном населення розподілялося таким чином: 17,3 % — особи молодші 18 років, 61,6 % — особи у віці 18—64 років, 21,1 % — особи у віці 65 років та старші. Медіана віку мешканця становила 51,5 року. На 100 осіб жіночої статі у переписній місцевості припадало 105,6 чоловіків;  на 100 жінок у віці від 18 років та старших — 101,3 чоловіків також старших 18 років.
Середній дохід на одне домашнє господарство  становив 52 089 доларів США (медіана — 53 520), а середній дохід на одну сім'ю — 53 007 доларів (медіана — 53 783). 
Цивільне працевлаштоване населення становило 46 осіб. Основні галузі зайнятості: роздрібна торгівля — 84,8 %, освіта, охорона здоров'я та соціальна допомога — 15,2 %.